# Metoa exilis
Metoa exilis är en stekelart som först beskrevs av Léon Abel Provancher 1874.  Metoa exilis ingår i släktet Metoa och familjen brokparasitsteklar. Inga underarter finns listade i Catalogue of Life.